# 莞島大橋
莞島大橋（ワンドおおはし）は、全羅南道莞島郡郡外面院洞里にある橋である。莞島と達島を結び、全長500mである。現在使用されている橋は2012年3月29日に完成した橋である。

## 沿革
- 1962年4月 - 初代の莞島橋が着工[2]。
- 1963年2月5日 - 国道55号線（2級国道）に指定される。[3]
- 1967年1月1日 - 国道13号線（2級国道）に指定される。[4]
- 1969年2月1日 - 竣工。（幅:7.7m、延長189m）[5]
- 1971年8月31日 - 等級を廃止し、国道13号線になる。[6]
- 1983年9月24日 - 2代目の莞島橋が初代の莞島橋の横側に着工。[7]
- 1985年11月24日 - 竣工。（幅:10m、延長190m）[8]
- 2001年8月25日 - 国道13号線と国道77号線の橋になる。[9]
- 2010年6月16日 - 3代目の莞島大橋が着工。[10]
- 2012年3月29日 - 竣工。（幅:25.9m、延長:500m）[11]

## 初代の莞島橋
1962年4月に着工し1969年2月1日に完成した。建設費は当時の金額で1億65,843,000ウォン（国費1億49,184,000ウォン、道費16,659,000ウォン）だった。特徴としては1962年から1968年まで行われた漢江鉄橋の復旧作業で撤去されたトラス構造物を利用したことである。車道4.5m、歩道3.2m、総延長189mである　。橋の完成で、莞島と1965年10月に完成していた南倉橋を通して陸地と橋でつながり、以後、莞島で漁獲された水産物の輸送が円滑になり、有数の水産市場に発展した。

## 2代目の莞島橋
しかし、初代の莞島橋は幅が4.5mしかなく、車両の離合が困難な状態であった。また、通行量が急激に増え、1985年に幅10m、総延長190mの橋が初代の莞島橋の横に建設された。建設費は20億6,100万ウォンであったこの時点では初代の莞島橋は撤去されなかった。

## 3代目の莞島大橋
初代、2代の莞島橋は海面からの高さが1.4mしかなく 、一部の船舶の通行に支障をきたしていたことと、交通量がさらに急増したため、国道13号線を拡幅移設する過程で3代目の莞島大橋が、2012年3月29日に2代目の莞島橋の北側に建設された。総延長500m、海面から橋梁まで12m、海面から主塔の高さが75ｍで2車線から4車線になり、莞島郡莞島邑から海南郡海南邑までの通行時間が50分から30分に短縮された。この橋は1主塔2面式、非対称の斜張橋として建設され、統一新羅時代の張保皐の気性を象徴する貿易船と冑を形象化した。費用は1558億ウォンであった。この過程で、莞島郡は初代の莞島橋の一部63mを移設して、莞島大橋近くの公園に移設しようとしたが、移設費だけで35億ウォン、毎年の維持管理費で3千万ウォン～4千万ウォンの予算が必要なことが明らかになった。莞島郡は、国土海洋部、益山地方国土管理庁、韓国戦争記念財団など、数回にわたり訪問したが、国費支援を通した保存に難色を示し、結局、初代、2代の莞島橋は3代目の莞島大橋が開通した際に撤去されてしまった。